# Monument Valley
Pour les articles homonymes, voir Monument Valley (homonymie) et Valley.
Monument Valley (en français, la « vallée du monument » ou la « vallée des monuments ») est un site naturel américain situé à la frontière entre l'Arizona et l'Utah, proche du Four Corners.
Il est remarquable par ses formations géomorphologiques composées notamment de mesas et buttes-témoins. Le site fait partie d'une réserve des Navajos et du plateau du Colorado. Les Navajos nomment l'endroit Tsé Bii' Ndzisgaii, signifiant « la vallée des rocs ».

## Géographie

### Localisation et accès

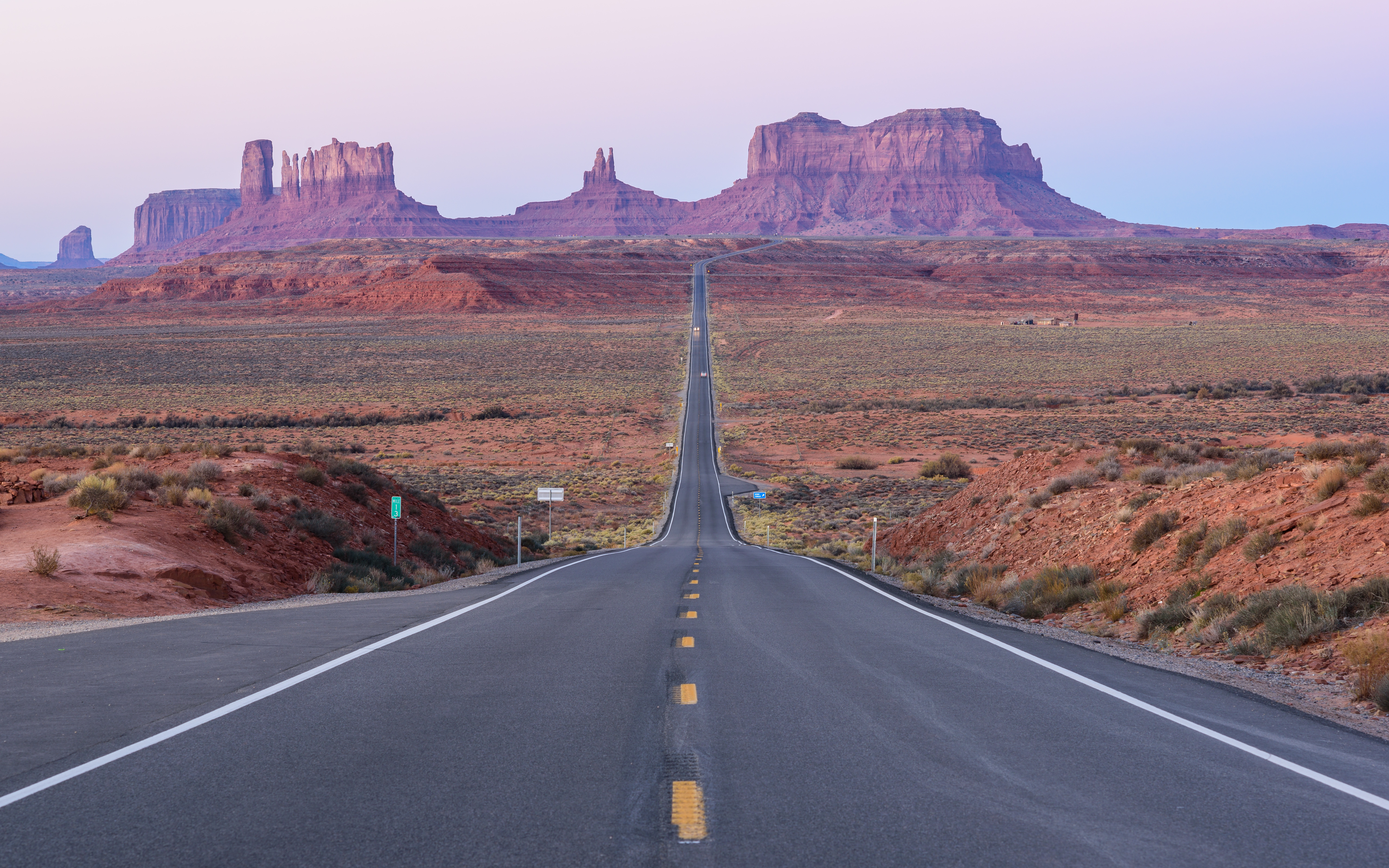
L'arrivée à Monument Valley par la U.S. Route 163.

L'entrée à Monument Valley se fait par la route 163, en traversant l'Arizona. Depuis le sud, il faut prendre la Highway 160 et, à Kayenta, la route du nord. Depuis le nord, suivre la route 191 jusqu'à la 163. Un point d'arrêt habituel est la localité de Goulding et son établissement hôtelier, le Goulding's Lodge.

### Topographie

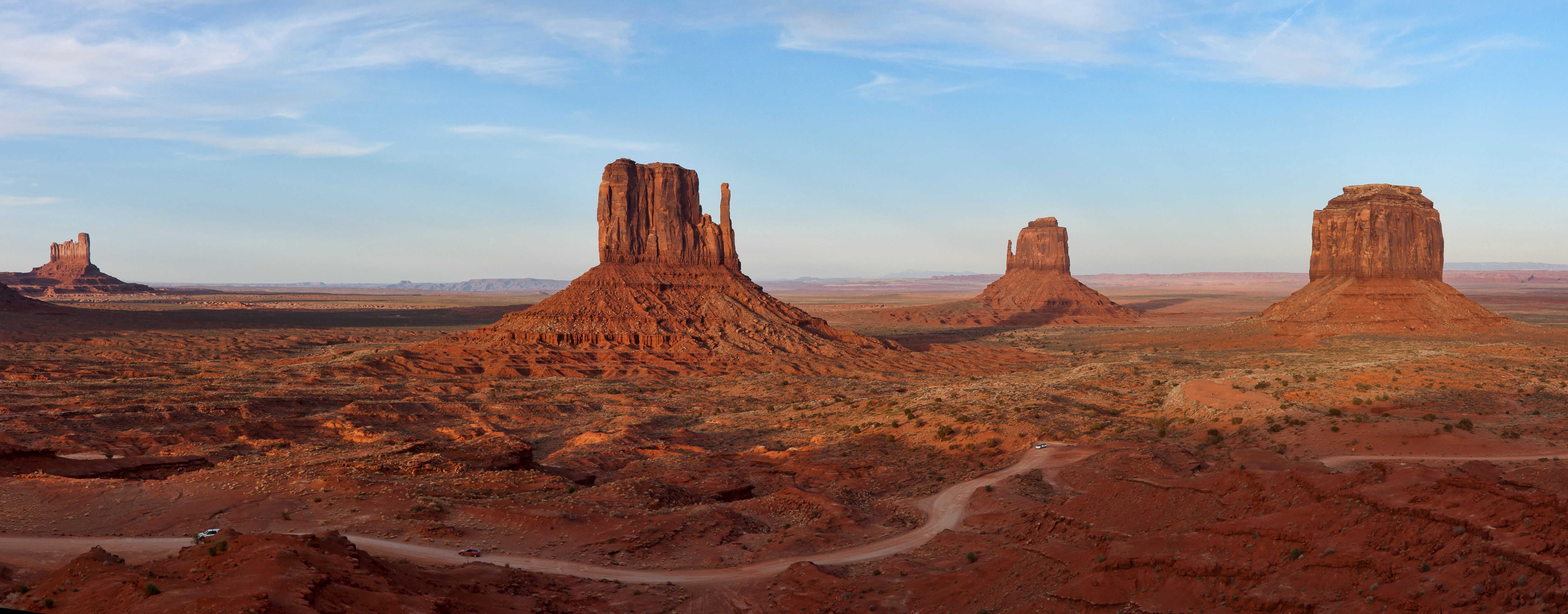
Panorama de Monument Valley.

Les Navajos ont nommé certains rochers, dont la forme caractéristique représente un animal, une personne ou symbolise leur histoire. Ainsi on peut observer « le Grand Chef indien », « l'Aigle impérial », « l'œil qui pleure », « les Trois Sœurs » et « la Botte de cowboy ».
Il y a les roches jumelles appelées The Mittens et aussi le Totem Pole (un doigt pointant vers le ciel).

### Géologie
La région de Monument Valley appartient au plateau du Colorado. Le paysage est typique des structures aclinales : un plateau érodé où ne subsistent que des buttes-témoin.
Les couleurs vives de la roche (du grès massif) viennent de l'oxyde de fer et de manganèse. Les buttes sont constituées de trois strates principales : 
- schiste Organ Rock en bas,
- grès De Chelly au milieu,
- schiste Moenkopi et limon Shinarump en haut.

### Climat
Monument Valley connaît un climat désertique avec des hivers froids et des étés chauds. Ces derniers sont toutefois tempérés par l'altitude de la région : alors que la température excède 32 °C durant 54 jours en moyenne par an, elle dépasse rarement 38 °C sur les hauteurs. Les nuits sont fraîches, avec des températures qui chutent rapidement après le crépuscule. L'hiver, malgré le froid, les températures restent généralement positives en journée et descendent rarement en dessous de −18 °C. De minces précipitations neigeuses sont possibles mais elles fondent généralement en un jour ou deux.

## Histoire
De 1945 à 1967, des mines ont été exploitées dans la partie sud de la région, pour extraire le minerai d'uranium découvert en 1942 de façon dispersée dans la formation de Chinle ; du vanadium et du cuivre lui sont associés dans certains des gisements. La première mine exploitée de manière industrielle a été ouverte en 1948. L'exploitation minière s'est totalement arrêtée dans le district de Monument Valley en 1969, après avoir produit 3 900 tonnes d'oxyde d'uranium, plus que ce qui a été produit dans tout autre district minier d'Arizona.

## Tourisme

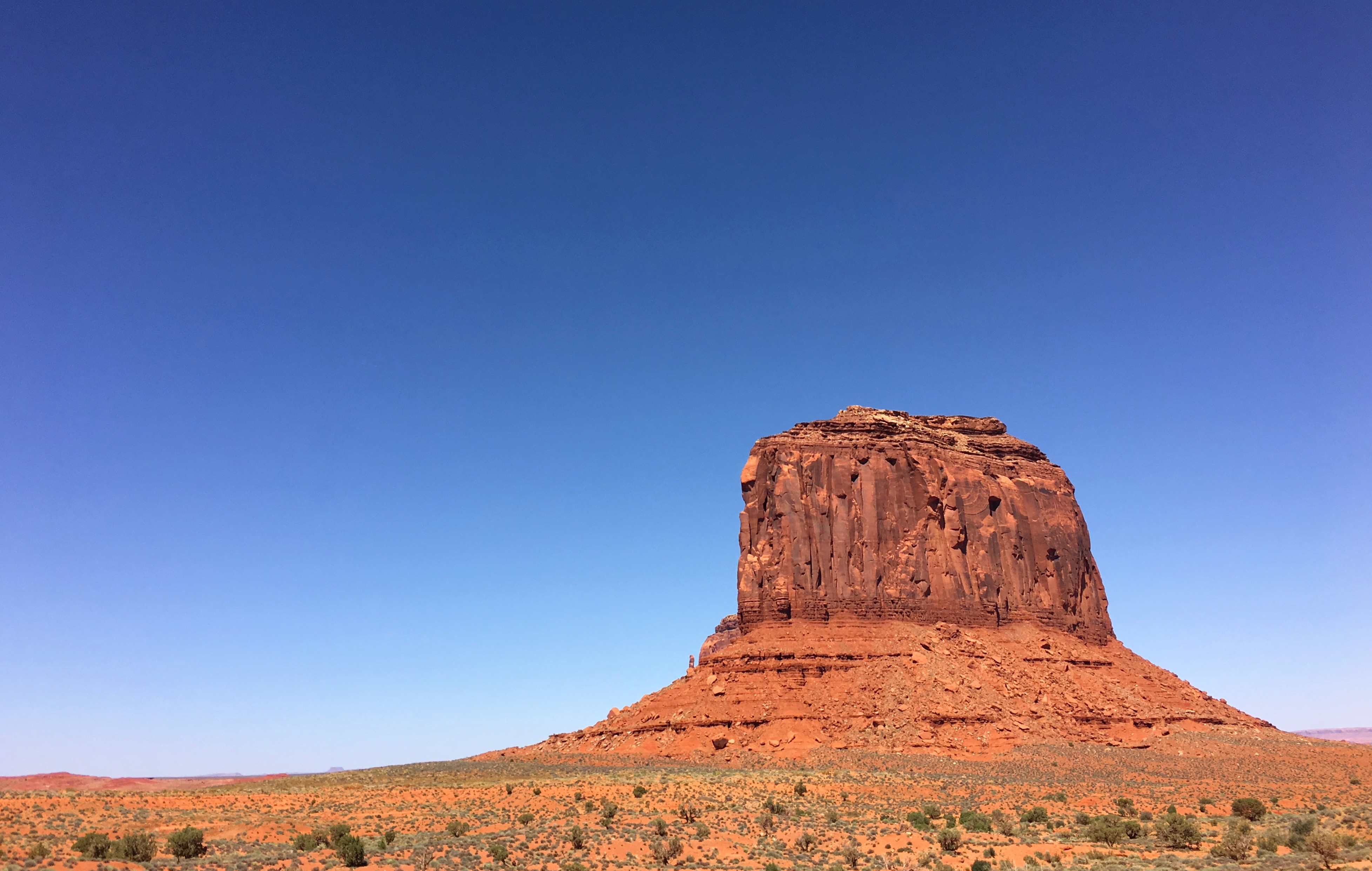
Vue de Monument Valley depuis la route traversant le parc.

De nos jours, Monument Valley se visite en voiture. Les visiteurs déambulent dans un chemin caillouteux avec leur propre véhicule, pourvu que le bas-de-caisse soit suffisamment haut, ou avec des guides amérindiens. En effet, ce parc se trouve dans la réserve des Navajos, ce sont eux qui récoltent les droits d'entrée (non-inclus dans le pass des parcs nationaux américains). Il est préférable d'effectuer la visite de ce site remarquable avec un guide Navajo, qui permet l'accès à des zones interdites aux visiteurs non accompagnés.
Il est également possible de visiter ce site à cheval avec un guide amérindien.

## Dans la culture

### Cinéma

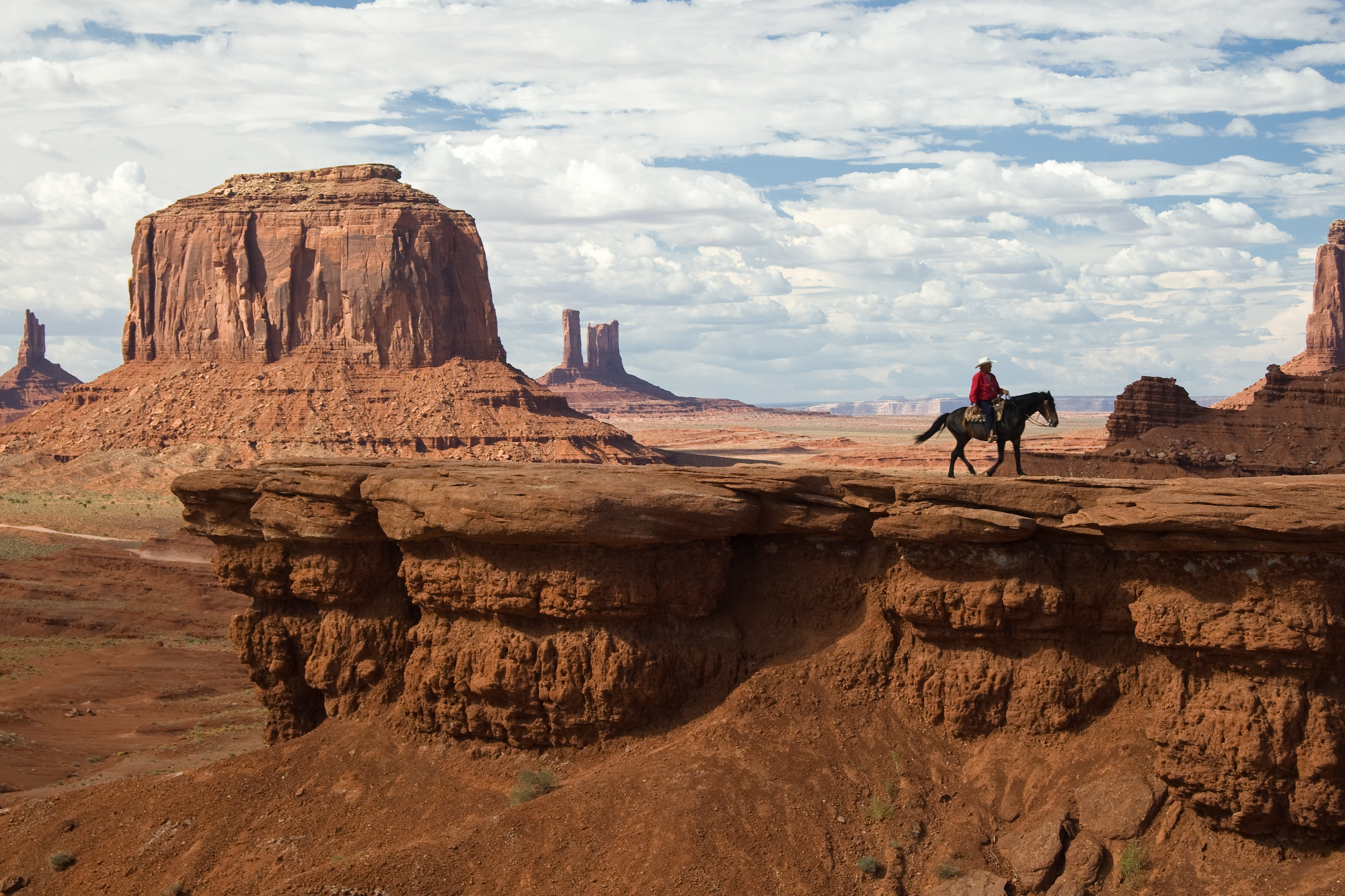
Monument Valley vu depuis le John Ford Point.

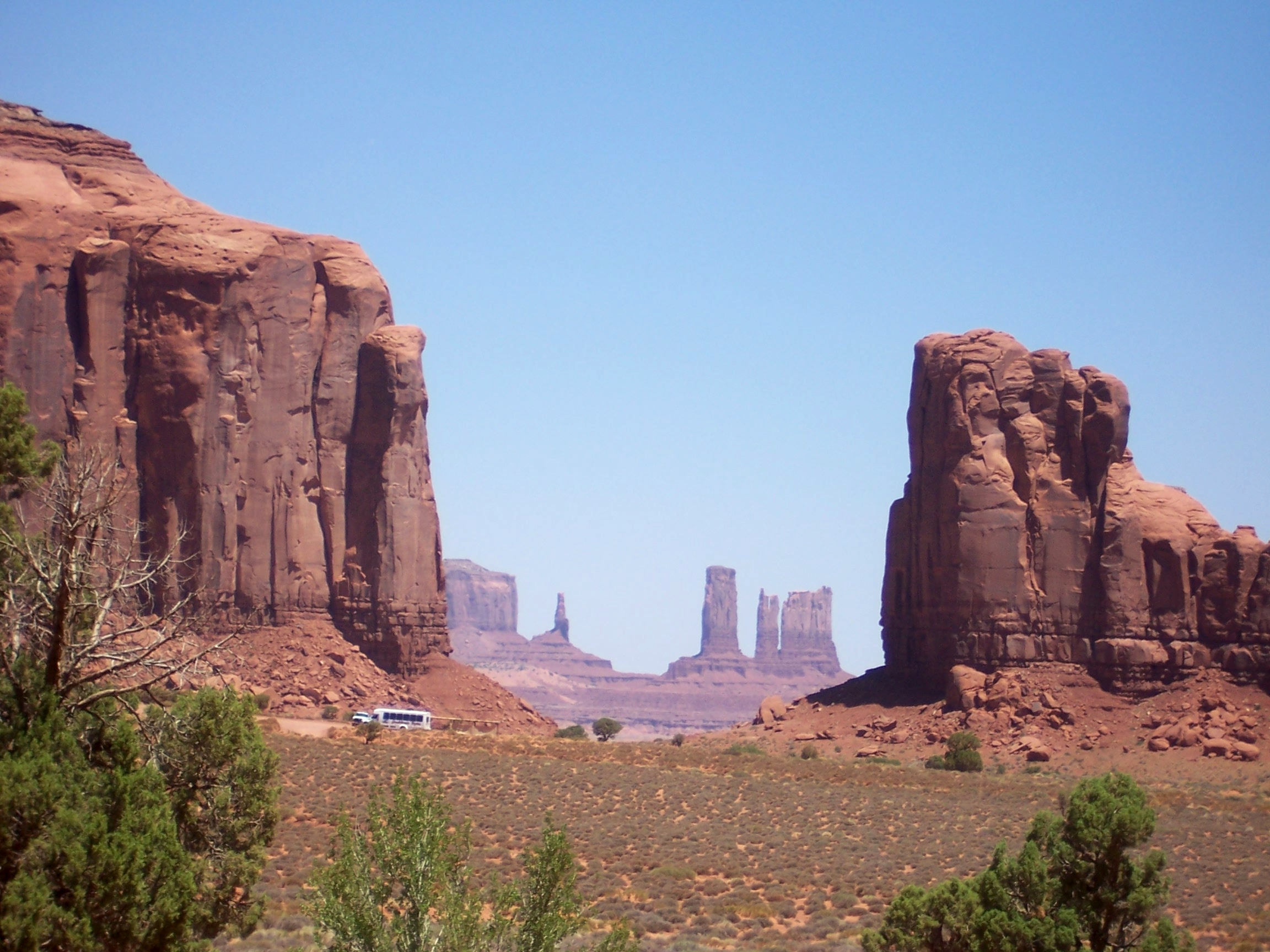
La fenêtre du nord.

Le film La Chevauchée fantastique de John Ford (1939), avec John Wayne, contribua à rendre le site populaire. Le réalisateur utilisa le paysage dans d'autres westerns tels que La Charge héroïque (1949) et La Prisonnière du désert (1959). Il existe un point de vue baptisé John Ford Point.
- Dans 2001, l'Odyssée de l'espace de Stanley Kubrick (1968).
- Dans Il était une fois dans l'Ouest de Sergio Leone (1969), deux scènes sont tournées à Monument Valley.
- Dans Easy Rider de Dennis Hopper (1969).
- Dans Electra Glide in Blue de James William Guercio (en) (1973)
- Dans La Sanction de Clint Eastwood (1975).
- Dans Retour vers le futur III (1990).
- Dans Thelma et Louise (1991).
- Dans Geronimo (1993).
- Dans Forrest Gump (1994).
- Dans Restons groupés de Jean-Paul Salomé (1998).
- Dans Vertical Limit de Martin Campbell (2000).
- Dans Windtalkers : Les Messagers du vent de John Woo (2002), le film débute par un panorama sur Monument Valley.
- Dans Cars (2006).
- Dans L'Instinct de mort de Jean-François Richet (2008).
- Dans Les Âmes vagabondes (2013).
- Dans Lone Ranger, naissance d'un héros (2013), une scène y est tournée (lorsque les rangers partent pour retrouver Butch Cavendish).
- Dans Albert à l'ouest (2014).
- Dans Transformers 4 : L'Âge de l'extinction (2014).

### Télévision
- Dans la série télévisée Code Quantum, on vole dans le paysage.
- Dans la série Lucky Luke, le désert entourant le pénitencier, ainsi que l'image de fin des histoires.
- Dans la série JAG (S2 E1).
- Dans la série Supercopter.
- Dans la série policière Dark Winds (en) (2022-2024), qui se déroule dans la réserve Navajos de Monument Valley.

### Jeu vidéo
- Dans le jeu vidéo The Crew, il est possible de s'y promener.
- Dans MotorStorm.
- Dans Red Dead Redemption.
- Dans Horizon Zero Dawn, qui se passe des milliers d'années après notre ère, le climat y a changé, et on y trouve de grandes forêts, il est possible de voir un panorama du lieu tel qu'il est aujourd'hui et le comparer avec l'aspect qu'il a dans le jeu.
- Dans Tekken, premier jeu de la licence, un niveau se situe à Monument Valley.
- Dans Grand Theft Auto: San Andreas, une partie du nord de la carte s'inspire du site de Monument Valley, avec en son centre un monolithe de forme suggestive.

### Autres
- La silhouette des buttes servit d'emblème à la marque de cigarette Marlboro dans les années 1950.